# Международная федерация традиционного карате
Международная Федерация Традиционного Карате (国際伝統空手連盟, Kokusai Dentō Karate Renmei) или ITKF — международный руководящий орган традиционного карате. Организация была основана Хидэтакой Нисиямой. В начале 1990-х отказ Нисиямы согласовать свою организацию ITKF с Всемирным Союзом Организаций Карате-До (WUKO) заставил Международный олимпийский комитет приостановить признание WUKO в качестве международного руководящего органа любительского карате. В соответствии с решением 101 МОК от 1993 года ITKF и WUKO должны были объединиться и сформировать единую организацию карате под предлагаемым МОК названием WKF. МОК также заявил о своем намерении признать объединённый WKF, если ITKF и WUKO успешно выполнят руководящие принципы принятия решений МОК 101, но этого не произошло. В конце 2008 года WUKO стало Всемирным Союзом Федераций Карате-До. С 2015 года ITKF наращивает своё присутствие. Регулярно проводятся международные семинары, соревнования. 
ITKF имеет национальные клубы во многих странах.

## Представители ITKF
- Председатель: Проф. Жилберто Гертнер (Prof. Gilberto Gaertner)
- Совет директоров: Г. Гертнер, Р. Йоргенсон, Доктор В. Йорга, Ибрагим аль-Бакр (G. Gaertner, R. Jorgenson, Dr. V. Jorga, Ibrahim Al-Bakr)
- Генеральный секретарь: Луис Альберто Кюстер (Luiz Alberto Küster)
- Казначей: Руи Франсиско Мартинс Марсаль (Rui Francisco Martins Marçal)
- Генеральный директор: Садиомар Сантос (Sadiomar Santos)
- Технический комитет: Р. Йоргенсен (R. Jorgensen)
- Комитет по коммуникациям и маркетингу: Еяль Нир, Роман Павлович, Ибрагим аль-Бакр, Леонардо Невес Берг ду Прадо (Eyal Nir, Roman Pavlovic, Ibrahim Al-Bakr, Leonardo Neves Berg do Prado)
- Комитет по инновациям и технологиям: Винисиус Сант’Анна Пинто, Хоарес Евангелиста Франко младший, Рафаэль Густаво Гертнер, Шериф Абуэль Энейн (Vinícius Sant’Anna Pinto, Joarez Evangelista Franco Junior, Rafael Gustavo Gaertner, Sheriff Abuel Enein)
- Медицинский комитет: Доктор В. Йорга (Dr. V. Jorga)

## Рекомендации
1. ↑  «Каратэ на Олимпийских играх? Больше, чем несбыточная мечта». Active Interest Media, Inc. Чёрный пояс. — Active Interest Media, Inc., февраль 1985 г. — С. 40-44.
2. ↑  Коулман, Дж. (1993): «Осторожно, WUKO. А вот и Нисияма Сетокан Каратэ! Известный инструктор заявляет, что готов возглавить олимпийское движение каратэ, если МОК вытеснит WUKO». Чёрный пояс, 31 (4): 18-22.
3. ↑  Каратисты против каратистов: как противоречия между школами влияют на олимпийские перспективы. gazeta.a42.ru. Дата обращения: 20 августа 2021. Архивировано 20 августа 2021 года.
4. ↑  "Новейшая история" в мире карате - Karate.ru | Новости. karate.ru. Дата обращения: 20 августа 2021. Архивировано 20 августа 2021 года.